# Unity: The Latin Tribute to Michael Jackson
Unity: The Latin Tribute to Michael Jackson, également connu sous le nom de « The Unity Project », est un projet musical collaboratif visant à créer un album de musique latine en hommage à Michael Jackson.
L'objectif du musicien péruvien-américain Tony Succar, chef de file du projet, était de célébrer la musique de Michael Jackson en la combinant avec de la musique latine. Plusieurs artistes de premier plan de la musique latine y participèrent. 
L'album, sorti en 2015, s'est retrouvé no 1 au Billboard dans la catégorie « Album de musique tropicale ».

## Historique
Lorsque Michael Jackson est décédé le 25 juin 2009, Tony Succar était en dernière année d'études supérieures à la Florida International University (FIU).
En octobre de cette année-là, Tony Succar planifiait un concert pour Halloween lorsque son client lui a demandé de clore la représentation avec la chanson « Thriller » de Michael Jackson.
À l'époque, Tony Succar avait un groupe à prédominance salsa, il a donc décidé de créer et d'interpréter un arrangement salsa de "Thriller".
La chanson est bien accueillie par le public et Tony Succar décide de produire un album de reprises de Michael Jackson en son hommage.
Il n'avait pas les fonds pour démarrer la production, alors il a décidé d'utiliser Kickstarter pour obtenir le financement nécessaire.
Cela a payé les premières étapes de la production et Tony Succar a financé les coûts continus en travaillant localement avec son groupe.
Tony Succar a également eu du mal à obtenir des licences pour utiliser la musique de Michael Jackson ; la licence de "Thriller" à elle seule a mis trois ans à être accordée.
Le 14 décembre 2012, Tony Succar et le projet Unity se sont produits en tant que têtes d'affiche lors d'un événement TEDx.
Tony Succar a d'abord travaillé avec d'autres étudiants de la FIU pour produire de nouvelles versions des chansons de Michael Jackson dans le style de musique latine.
La musique a été réécrite pour inclure des rythmes tropicaux des Caraïbes. D'autres influences étaient le jazz, la musique du monde et la pop américaine.
Cependant, Tony Succar voulait également que des chanteurs reconnus chantent sur l'album. Sa préférence allait aux chanteurs de salsa les plus connus et il a approché plusieurs candidats. Kevin Ceballo a été le premier artiste à adhérer au projet, suivi de Tito Nieves. Ce dernier était initialement réticent en raison d'autres engagements, mais après avoir écouté une démo d'une chanson de l'album, il a accepté de participer. Il a enregistré deux morceaux pour l'album, et son implication a aidé Tony Succar à faire venir d'autres chanteurs de premier plan à bord; ceux-ci incluent les chanteurs/chanteuses de salsa La India, Michael Stuart, Jon Secada, Jean Rodríguez et Obie Bermúdez, ainsi que la chanteuse pop latino et tex-mex Jennifer Peña
Au total, environ 90 musiciens ont contribué à l'album. L'enregistrement a eu lieu dans plusieurs grandes villes des États-Unis, ainsi qu'à Porto Rico et au Pérou.

## Liste des pistes
1. I Want You Back (Tito Nieves) - 4:43
2. Billie Jean (Jean Rodríguez) - 5:03
3. Man in the Mirror (Kevin Ceballo) - 5:09
4. Será Que No Me Amas (adaptation de Blame It on the Boogie) (Michael Stuart) - 4:43
5. Earth Song (La India) - 6:26
6. Human Nature (Jon Secada) - 4:13
7. Todo Mi Amor Eres Tú (adaptation d'I Just Can't Stop Loving You (Jennifer Peña & Obie Bermúdez) - 4:25
8. Black or White (Kevin Ceballo) - 4:20
9. Smooth Criminal (Jean Rodríguez) - 4:40
10. They Don't Care About Us (Kevin Ceballo) - 5:06
11. Thriller (Kevin Ceballo) - 4:35
12. You Are Not Alone (Tito Nieves & Tito Nieves Jr.) - 5:05

## Singles
- I Want You Back, sorti en en septembre 2012.
- Será Que No Me Amas, sorti le 17 octobre 2012.

## Crédits
- Tony Succar  - Artiste principal, producteur, arrangeur
- Tito Nieves  – Artiste principal
- Jean Rodriguez – Artiste principal
- Kevin Ceballo – Artiste principal
- Michael Stuart  – Artiste principal
- La India  – Artiste principal
- Jon Secada  – Artiste principal
- Obie Bermudez  – Artiste principal
- Jennifer Pena  – Artiste principale
- Tito Nieves Jr. – Artiste principal
- Carlos Alvarez – Mixeur
- Bruce Swedien – Mixeur
- Nick Valentine – Mixeur
- Mike Fuller – Mastering